# Weyer (Austria)
Weyer è un comune austriaco di 4 265 abitanti nel distretto di Steyr-Land, in Alta Austria; ha lo status di comune mercato (Matrktgemeinde).
Durante il nazismo, dal luglio 1943 fino alla fine di agosto 1944, a Weyer fu in funzione il campo di lavoro Dipoldsau, un sottocampo del campo di concentramento di Mauthausen (in particolare si trattava di un campo dipendente dal lager di Großraming che, a sua volta, era un sottocampo di Mauthausen). Ospitava 130 prigionieri adibiti alla costruzione della diga sul fiume Enns.
Qua è nato l'artista Siegfried Anzinger.